# 氧化镭
氧化镭是一种无机化合物，化学式为RaO，有强放射性。镭在空气中的燃烧会产生氧化镭，但是同时也有过氧化镭（RaO2）和氮化镭（Ra3N2）生成。

## 化学性质
氧化镭可以和水反应，生成氢氧化镭：
RaO + H2O → Ra(OH)2